# Karl Eric Forssberg
Karl Eric Forssberg, född 11 september 1860 i Ringarum i Östergötlands län, död 18 mars 1937 i Valdemarsvik, var en svensk disponent. Han var son till S. P. Forssberg och Anna Wikström och gifte sig med Evelyn Ulff.

## Biografi
Karl Forssberg mottog 1932 Hans Majestät Konungens medalj i guld av 8:e storleken för medborgerlig förtjänst vilket rapporterades i Östergötlands Dagblad och Norrköpings Tidningar med motiveringen att han i mer än 40 år innehaft förtroendeuppdrag i olika nämnder och styrelser inom Valdemarksviks kommun. Det stod att läsa att Forssberg från 1901 varit ordförande i den lokala församlingen i  Valdemarsvik och att han från det att Valdemarsvik blev köping 1914 alltjämt innehade ordförandeskapet i köpingsstämman. Han var ledamot av kommittéerna som drev frågorna om köpingsrättigheterna samt Valdemarsviks avskiljande från Ringarums församling till egen Valdemarsviks församling. Härtill var han nämndeman för köpingen 1920-1932 och ett antal andra åtaganden såsom revisor i köpingen, ledamot kyrkostyrelsen och hamnstyrelsen samt skolrådsledamot.